# Scionecra
Scionecra is een geslacht van Phasmatodea uit de familie Diapheromeridae. De wetenschappelijke naam van dit geslacht is voor het eerst geldig gepubliceerd in 1923 door Karny.

## Soorten
Het geslacht Scionecra omvat de volgende soorten:
- Scionecra agrionina (Bates, 1865)
- Scionecra agrionoides (Redtenbacher, 1908)
- Scionecra clavigera (Redtenbacher, 1908)
- Scionecra conspicua (Redtenbacher, 1908)
- Scionecra extraordinaria (Redtenbacher, 1908)
- Scionecra falcata (Redtenbacher, 1908)
- Scionecra flabellata (Redtenbacher, 1908)
- Scionecra inconspicua (Redtenbacher, 1908)
- Scionecra ingenua (Redtenbacher, 1908)
- Scionecra longicollis (Redtenbacher, 1908)
- Scionecra menaka (Wood-Mason, 1877)
- Scionecra microptera (Redtenbacher, 1908)
- Scionecra milledgei Hasenpusch & Brock, 2007
- Scionecra osmylus (Westwood, 1859)
- Scionecra picteti (Redtenbacher, 1908)
- Scionecra planicercata (Redtenbacher, 1908)
- Scionecra queenslandica (Sjöstedt, 1918)
- Scionecra refractaria (Redtenbacher, 1908)
- Scionecra salmanazar (Westwood, 1859)
- Scionecra seriata (Redtenbacher, 1908)
- Scionecra siremps (Redtenbacher, 1908)
- Scionecra spinipennis (Redtenbacher, 1908)
- Scionecra truncata (Redtenbacher, 1908)